# Nati nel 1921/Luglio
| Questa pagina contiene informazioni ricavate automaticamente dalle voci biografiche con l'ausilio del template Bio e di un bot. L'aggiornamento è periodico e automatico e ricostruisce completamente la pagina. Se manca una persona in questa lista, sei pregato di non aggiungerla, ma accertati piuttosto che la sua voce biografica contenga il template Bio e che i dati anagrafici siano correttamente compilati. Se il template Bio manca, inseriscilo tu stesso o, in alternativa, metti l'avviso {{tmp\|Bio}} che ne segnala la mancanza. Se i dati riportati sono sbagliati, correggi direttamente la voce biografica; le modifiche saranno visibili in questa lista entro pochi giorni. Per chiarimenti vedi il progetto biografie. La lista contiene solo le 194 persone che sono citate nell'enciclopedia e per le quali è stato implementato correttamente il template Bio. Pagina aggiornata al 26 lug 2025. |

- 1º luglio - Mario Di Lorenzo, generale italiano († 2012)
- 1º luglio - Walter Galli, poeta e pittore italiano († 2002)
- 1º luglio - Livio Garzanti, editore e scrittore italiano († 2015)
- 1º luglio - Walter Kaufmann, filosofo, traduttore e poeta tedesco († 1980)
- 1º luglio - Seretse Khama, politico botswano († 1980)
- 1º luglio - Magdolna Nyári-Kovács, schermitrice ungherese († 2005)
- 1º luglio - Bob Sullivan, cestista e giocatore di baseball statunitense († 2007)
- 1º luglio - Michalina Wisłocka, medico polacca († 2005)
- 2 luglio - Iosif Petschovschi, calciatore rumeno († 1968)
- 2 luglio - Joseph Zhu Baoyu, vescovo cattolico cinese († 2020)
- 2 luglio - Silvano Zorzi, ingegnere italiano († 1994)
- 3 luglio - Max Angst, bobbista svizzero († 2002)
- 3 luglio - Thor Axelsson, canoista finlandese († 2012)
- 3 luglio - Aldo Busatti, critico letterario italiano († 2008)
- 3 luglio - Susan Peters, attrice statunitense († 1952)
- 3 luglio - François Reichenbach, regista e sceneggiatore francese († 1993)
- 3 luglio - Lorenzo Robledo, attore spagnolo († 2006)
- 3 luglio - Stefano Melchiade Tramonte, medico italiano († 2002)
- 4 luglio - Paolo Boringhieri, editore italiano († 2006)
- 4 luglio - Gérard Debreu, economista francese († 2004)
- 4 luglio - Karl Aage Hansen, calciatore danese († 1990)
- 4 luglio - John Hart, ballerino, coreografo e direttore artistico britannico († 2015)
- 4 luglio - Enzo Mantovani, ingegnere e imprenditore italiano († 2001)
- 4 luglio - Madelon Mason, attrice e modella statunitense († 2001)
- 4 luglio - Stein Rokkan, politologo e sociologo norvegese († 1979)
- 4 luglio - Philip Rose, produttore teatrale, librettista e regista teatrale statunitense († 2011)
- 4 luglio - Tibor Varga, violinista, direttore d'orchestra e pedagogo ungherese († 2003)
- 4 luglio - Eileen Younghusband, militare inglese († 2016)
- 5 luglio - Giuseppe Catalfamo, filosofo e pedagogista italiano († 1989)
- 5 luglio - Paul Herman, cestista statunitense († 1972)
- 5 luglio - Aram Katcher, attore turco († 1998)
- 5 luglio - Viktor Georgievič Kulikov, generale e politico sovietico († 2013)
- 5 luglio - Vito Ortelli, ciclista su strada e pistard italiano († 2017)
- 6 luglio - Alfredo Giorgio Dall'Oglio, attivista e antifascista italiano († 1944)
- 6 luglio - Ed Erban, cestista statunitense († 2008)
- 6 luglio - Josefina García de Noia, attivista argentina († 2015)
- 6 luglio - Jean Vodaine, editore, scrittore e tipografo sloveno († 2006)
- 6 luglio - Billy e Bobby Mauch, attore statunitense († 2007)
- 6 luglio - Antonio Moriconi, arbitro di calcio italiano
- 6 luglio - Nancy Reagan, attrice e first lady statunitense († 2016)
- 6 luglio - Ferenc Rudas, calciatore ungherese († 2016)
- 6 luglio - Bill Shirley, attore statunitense († 1989)
- 7 luglio - Ezzard Charles, pugile statunitense († 1975)
- 7 luglio - Vincenzo Coltella, calciatore e allenatore di calcio italiano
- 7 luglio - Lowell Galloway, cestista e allenatore di pallacanestro statunitense († 1979)
- 7 luglio - Jackie Searl, attore statunitense († 1991)
- 7 luglio - Pietro Sotgiu, calciatore italiano († 2009)
- 7 luglio - Guido Tilche, partigiano, militare e patriota italiano († 1944)
- 7 luglio - Joe Wade, allenatore di calcio e calciatore inglese († 2005)
- 7 luglio - Stanisław Wisłocki, direttore d'orchestra polacco († 1998)
- 7 luglio - Adolf von Thadden, politico tedesco († 1996)
- 7 luglio - Gustáv Žáček, calciatore slovacco († 1971)
- 8 luglio - John Money, psicologo e sessuologo neozelandese († 2006)
- 8 luglio - Edgar Morin, filosofo e sociologo francese
- 8 luglio - Don Ray, cestista statunitense († 1998)
- 8 luglio - Giovanni Tombesi, calciatore italiano († 2001)
- 9 luglio - Dakar, wrestler e attore peruviano († 2004)
- 9 luglio - Bruno Bussolin, militare italiano († 1944)
- 9 luglio - Albert Ducrocq, giornalista e saggista francese († 2001)
- 9 luglio - George Fields, cestista statunitense († 2014)
- 9 luglio - Luciana Fittaioli, politica italiana († 2007)
- 9 luglio - Clara Gessaga, attrice italiana († 2001)
- 9 luglio - Zorka Janů, attrice cecoslovacca († 1946)
- 10 luglio - Faustino Ardesi, calciatore e allenatore di calcio italiano († 2022)
- 10 luglio - Harvey Ball, artista, imprenditore e militare statunitense († 2001)
- 10 luglio - Emanuele De Francesco, militare e prefetto italiano († 2011)
- 10 luglio - Jeff Donnell, attrice statunitense († 1988)
- 10 luglio - Remo Gaspari, politico italiano († 2011)
- 10 luglio - Eunice Kennedy Shriver, statunitense († 2009)
- 10 luglio - Giuseppe Pucci, allenatore di calcio e calciatore italiano
- 10 luglio - Gabriel Taltavull, calciatore e allenatore di calcio spagnolo († 1989)
- 11 luglio - Anselmo Boldrin, politico e avvocato italiano († 2017)
- 11 luglio - Luigi Casola, ciclista su strada e pistard italiano († 2009)
- 11 luglio - Petter Hugsted, saltatore con gli sci norvegese († 2000)
- 11 luglio - Franco Volpi, attore italiano († 1997)
- 11 luglio - Ilse Werner, attrice tedesca († 2005)
- 12 luglio - Lloyd Herbert Hughes, militare e aviatore statunitense († 1943)
- 12 luglio - Iacopo Jacomelli, cantante italiano
- 12 luglio - Hans Koning, scrittore e giornalista olandese († 2007)
- 12 luglio - Augusto Zweifel, calciatore italiano († 2021)
- 13 luglio - James Anderson, attore statunitense († 1969)
- 13 luglio - Nicola Dioguardi, medico e schermidore italiano († 2019)
- 13 luglio - Ernest Gold, compositore austriaco († 1999)
- 13 luglio - Frank Moore Cross, docente statunitense († 2012)
- 13 luglio - Marcella Pobbe, soprano italiano († 2003)
- 13 luglio - Carlo Zoppellari, calciatore italiano († 2011)
- 14 luglio - Bruno Bocconi, militare e partigiano italiano († 1945)
- 14 luglio - Bill Durkee, cestista statunitense († 2006)
- 14 luglio - Sixto Durán Ballén, politico ecuadoriano († 2016)
- 14 luglio - Leon Garfield, scrittore e sceneggiatore britannico († 1996)
- 14 luglio - Pietro Guida, scultore italiano († 2024)
- 14 luglio - Assunta Almirante, italiana († 2022)
- 14 luglio - Geoffrey Wilkinson, chimico britannico († 1996)
- 15 luglio - Henri Colpi, regista e montatore francese († 2006)
- 15 luglio - Hella Hammid, fotografa statunitense († 1992)
- 15 luglio - Jean Heywood, attrice britannica († 2019)
- 15 luglio - Lee Knorek, cestista statunitense († 2003)
- 15 luglio - Alberico Marrone, militare italiano († 1940)
- 15 luglio - Robert Bruce Merrifield, biochimico statunitense († 2006)
- 15 luglio - Virgil Mărdărescu, allenatore di calcio e calciatore rumeno († 2003)
- 15 luglio - Stuart A. Reiss, scenografo statunitense († 2014)
- 15 luglio - Guido Spadea, attore italiano († 2013)
- 15 luglio - Antonio Turconi, calciatore e partigiano italiano († 1945)
- 16 luglio - Franco Bortolani, politico italiano († 2004)
- 16 luglio - Nilo Floody, pentatleta cileno († 2013)
- 16 luglio - Eddra Gale, mezzosoprano e attrice statunitense († 2001)
- 16 luglio - Kim Kyu-hwan, calciatore sudcoreano († 2007)
- 16 luglio - Guy Laroche, stilista francese († 1989)
- 16 luglio - Donato Palumbo, fisico italiano († 2011)
- 17 luglio - Pío Corcuera, calciatore argentino († 2011)
- 17 luglio - Acquanetta, attrice statunitense († 2004)
- 17 luglio - Guido Giambartolomei, produttore cinematografico e dirigente sportivo italiano († 2013)
- 17 luglio - Eugenio Guglielminetti, scenografo, costumista e pittore italiano († 2006)
- 17 luglio - Alick Isaacs, virologo e medico britannico († 1967)
- 17 luglio - Ettore Perani, calciatore italiano († 1971)
- 17 luglio - Ernst Stettler, ciclista su strada svizzero († 2001)
- 17 luglio - Hannah Szenes, militare e poetessa ungherese († 1944)
- 17 luglio - Frank Teräskari, sollevatore finlandese († 2004)
- 17 luglio - Antonio Vismara, calciatore italiano
- 18 luglio - Aaron Beck, psichiatra e psicoterapeuta statunitense († 2021)
- 18 luglio - Heinz Bennent, attore tedesco († 2011)
- 18 luglio - James Couttet, sciatore alpino, saltatore con gli sci e allenatore di sci alpino francese († 1997)
- 18 luglio - John Glenn, astronauta, aviatore e politico statunitense († 2016)
- 18 luglio - Richard Leacock, regista britannico († 2011)
- 18 luglio - Ray Ramsey, giocatore di football americano e cestista statunitense († 2009)
- 18 luglio - Giulio Ruffini, artista e pittore italiano († 2011)
- 18 luglio - Gino Vignolo, calciatore italiano († 2006)
- 19 luglio - Bertil Antonsson, lottatore svedese († 2006)
- 19 luglio - Piero Regnoli, sceneggiatore e regista italiano († 2001)
- 19 luglio - Elizabeth Spencer, scrittrice statunitense († 2019)
- 19 luglio - Rosalyn Yalow, biofisica statunitense († 2011)
- 20 luglio - Henri Alleg, giornalista francese († 2013)
- 20 luglio - Francis Blanche, attore e comico francese († 1974)
- 20 luglio - Carmen Carrozza, musicista italiano († 2013)
- 20 luglio - Giampiero Mosconi, medico e psicologo italiano († 2010)
- 20 luglio - Ted Schroeder, tennista statunitense († 2006)
- 21 luglio - Róbert Antal, pallanuotista ungherese († 1995)
- 21 luglio - Eugenio Cefis, dirigente d'azienda e imprenditore italiano († 2004)
- 21 luglio - Vincenzo Maria Farano, arcivescovo cattolico italiano († 2008)
- 21 luglio - Corrado Giubilo, allenatore di calcio e calciatore italiano († 1997)
- 21 luglio - Alfred Lansing, giornalista e saggista statunitense († 1975)
- 21 luglio - Arthur Marx, scrittore e commediografo statunitense († 2011)
- 22 luglio - Umberto Bernardini, generale e aviatore italiano († 2010)
- 22 luglio - Stefano Giovannone, militare e agente segreto italiano († 1985)
- 22 luglio - Semёn Isaevič Tumanov, regista sovietico († 1973)
- 23 luglio - Robert Brown, attore britannico († 2003)
- 23 luglio - Calvert DeForest, attore statunitense († 2007)
- 23 luglio - Malachi Martin, presbitero, teologo e scrittore irlandese († 1999)
- 23 luglio - Xavier Tilliette, filosofo, storico della filosofia e teologo francese († 2018)
- 23 luglio - Peter Twiss, militare e aviatore inglese († 2011)
- 24 luglio - Varese Antoni, politico italiano († 2008)
- 24 luglio - Giuseppe Di Stefano, tenore italiano († 2008)
- 24 luglio - Santiago Kelly, calciatore argentino
- 24 luglio - Billy Taylor, pianista e compositore statunitense († 2010)
- 25 luglio - Alfredo Colombo, calciatore italiano
- 25 luglio - Gabriele Darbo, matematico italiano († 2003)
- 25 luglio - Adolph Herseth, trombettista statunitense († 2013)
- 25 luglio - Leonid Ivanov, calciatore sovietico († 1990)
- 25 luglio - Ubaldo Mirabelli, storico dell'arte, musicologo e giornalista italiano († 2008)
- 25 luglio - Lionel Terray, alpinista francese († 1965)
- 25 luglio - Tomás Vío, cestista argentino († 2001)
- 25 luglio - Paul Watzlawick, psicologo e filosofo austriaco († 2007)
- 25 luglio - Bruno Luigi Zambelli, calciatore italiano († 2003)
- 26 luglio - Amedeo Amadei, calciatore e allenatore di calcio italiano († 2013)
- 26 luglio - John de Lancie, oboista e manager statunitense († 2002)
- 26 luglio - Thomas Molnar, filosofo, storico e politologo statunitense († 2010)
- 26 luglio - Jeffrey Smart, pittore australiano († 2013)
- 27 luglio - Eugen Coșeriu, linguista rumeno († 2002)
- 27 luglio - Jurij Duganov, sollevatore sovietico († 2012)
- 27 luglio - Federico Hindermann, poeta, giornalista e traduttore italiano († 2012)
- 27 luglio - Adelaide João, attrice portoghese († 2021)
- 28 luglio - Pietro Giudici, ciclista su strada italiano († 2002)
- 28 luglio - Paul Le Bohec, pedagogista francese († 2009)
- 28 luglio - Ernesto Oliveira, calciatore portoghese († 2016)
- 28 luglio - Fritzi Schwingl, canoista austriaca († 2016)
- 28 luglio - Renato Zanettovich, violinista italiano († 2021)
- 29 luglio - Dante Cruicchi, giornalista e politico italiano († 2011)
- 29 luglio - Richard Egan, attore statunitense († 1987)
- 29 luglio - Aurelio Ferrando, politico e partigiano italiano († 1985)
- 29 luglio - Chris Marker, regista, sceneggiatore e montatore francese († 2012)
- 29 luglio - Maria Occhipinti, attivista e scrittrice italiana († 1996)
- 29 luglio - Bettina Shaw Lawrence, pittrice britannica († 2018)
- 29 luglio - Margaret Singer, psicologa e scrittrice statunitense († 2003)
- 30 luglio - Adriano Bacchielli, latinista, traduttore e insegnante italiano († 1987)
- 30 luglio - Ed Bogdanski, cestista statunitense († 1989)
- 30 luglio - Harry Haslam, allenatore di calcio e calciatore inglese († 1986)
- 31 luglio - Peter Benenson, attivista, avvocato e filantropo britannico († 2005)
- 31 luglio - Roy Burkett, cestista canadese († 1997)
- 31 luglio - Luis Ernesto Castro, calciatore uruguaiano († 2002)
- 31 luglio - Francesco Compagna, politico italiano († 1982)
- 31 luglio - Mel Hirsch, cestista statunitense († 1968)
- 31 luglio - Vladimir Keilis-Borok, geofisico, sismologo e matematico russo († 2013)
- 31 luglio - Whitney Young, attivista statunitense († 1971)
- 31 luglio - Tore Sjöstrand, siepista svedese († 2011)